# 1275

## Починали
- Яков Светослав, български деспот